# Maccabi Tel Aviv
Le Maccabi Tel-Aviv est un club omnisports israélien, localisé à Tel-Aviv, fondé en 1906.

## Historique

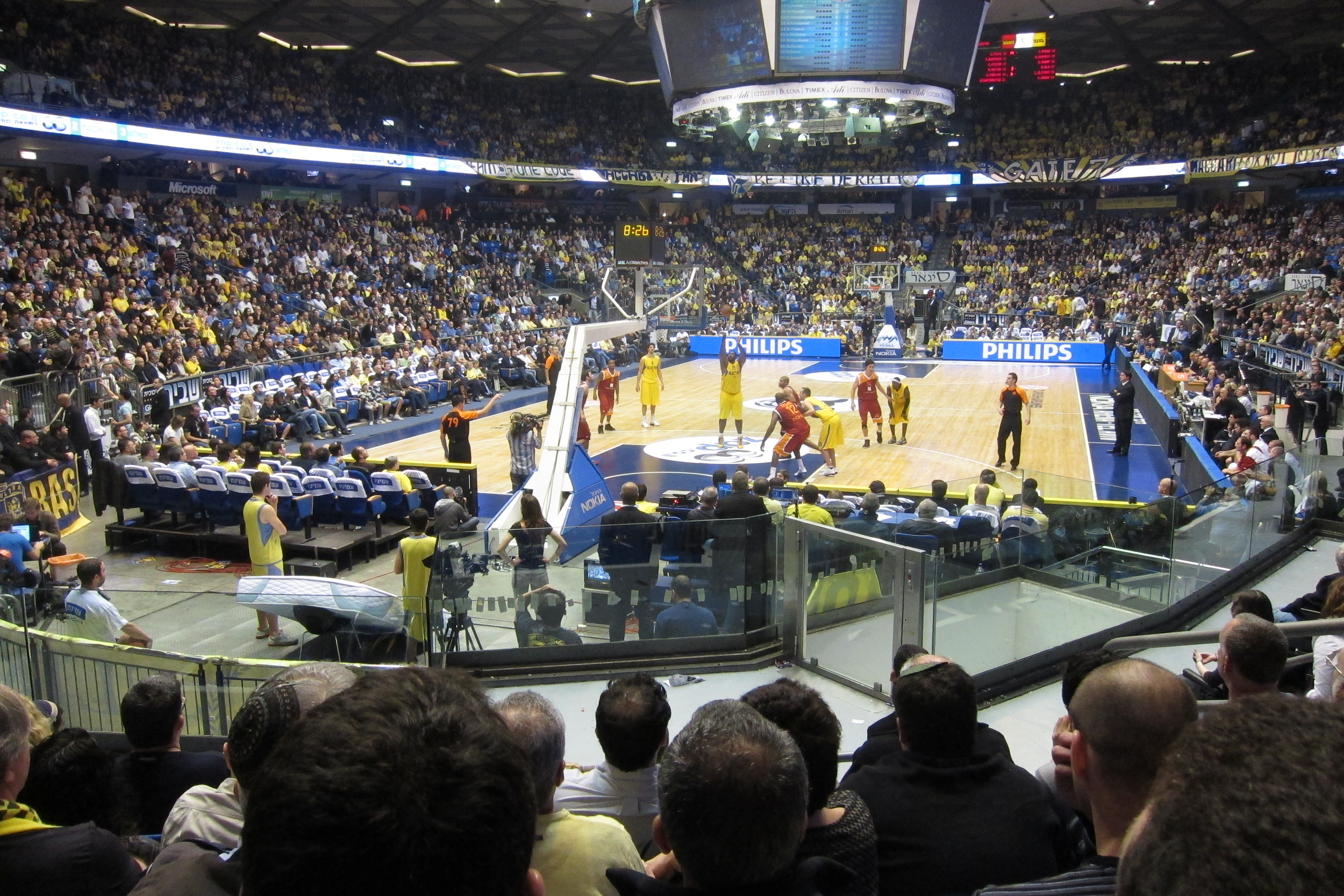
Maccabi Tel-Aviv dans la Nokia Arena.

### Club de football
Le Maccabi Tel-Aviv FC est le club le plus titré du championnat israélien et au palmarès le plus prestigieux. Il a gagné la Ligue des champions d'Asie deux fois. Son principal rival est le Hapoël Tel Aviv. C'est la seule équipe jamais reléguée de première division. En 2013, il est redevenu champion après 20 ans.

## Sections
- Basket-ball : voir article Maccabi Tel-Aviv (basket-ball)
- Football : voir article Maccabi Tel-Aviv (football)
- Handball : voir article Maccabi Tel-Aviv (handball)
- Judo
- Natation
- Volley-ball